# Coupe du monde de combiné nordique 2014-2015
Navigation
2013–2014 2015–2016
La coupe du monde de combiné nordique 2014 - 2015 est la 32e édition de la coupe du monde de combiné nordique, compétition de combiné nordique organisée annuellement. Elle se déroule du 29 novembre 2014 au 14 mars 2015. 

Elle est remportée par l'Allemand Eric Frenzel, qui s'impose pour la troisième fois consécutivement.
Cette coupe du monde débute en Finlande dans la station de Ruka (rattachée à Kuusamo) et fait étape au cours de la saison 
en Norvège (Lillehammer et Trondheim),
en Autriche (Ramsau am Dachstein et Seefeld),
au Japon (Sapporo),
en Allemagne (Schonach),
en France (Chaux-Neuve),
en Italie (dans le Val di Fiemme),
de nouveau en Finlande (Lahti),
avant que de s'achever en Norvège, à Oslo.
Des compétitions étaient envisagées en Russie, à Nijni Taguil, le 13 et 14 décembre et en République tchèque à Liberec le 7 et 8 février, mais elle ne virent pas le jour.

Cette compétition marque une pause au mois de février, période à laquelle se dérouleront à Falun, en Suède, les championnats du monde.

## Programme
| \| Kuusamo Lillehammer Ramsau am Dachstein Schonach Liberec Chaux-Neuve Seefeld in Tirol Val di Fiemme Lahti Trondheim Oslo \| Les sites des épreuves en Europe |
| Kuusamo Lillehammer Ramsau am Dachstein Schonach Liberec Chaux-Neuve Seefeld in Tirol Val di Fiemme Lahti Trondheim Oslo                                        |

| Kuusamo Lillehammer Ramsau am Dachstein Schonach Liberec Chaux-Neuve Seefeld in Tirol Val di Fiemme Lahti Trondheim Oslo |

| \| Sapporo \| Le site de l'épreuve japonaise |
| Sapporo                                      |

| Sapporo |

## Points attribués à chaque compétition

### Individuel
| Place | Points | Place | Points | Place | Points |
| ----- | ------ | ----- | ------ | ----- | ------ |
| 1er   | 100    | 11e   | 24     | 21e   | 10     |
| 2e    | 80     | 12e   | 22     | 22e   | 9      |
| 3e    | 60     | 13e   | 20     | 23e   | 8      |
| 4e    | 50     | 14e   | 18     | 24e   | 7      |
| 5e    | 45     | 15e   | 16     | 25e   | 6      |
| 6e    | 40     | 16e   | 15     | 26e   | 5      |
| 7e    | 36     | 17e   | 14     | 27e   | 4      |
| 8e    | 32     | 18e   | 13     | 28e   | 3      |
| 9e    | 29     | 19e   | 12     | 29e   | 2      |
| 10e   | 26     | 20e   | 11     | 30e   | 1      |

### Classement spécial «Trois Jours du combiné nordique»
| Place | Jour 1 et jour 2 | Jour 3 | Place | Jour 1 et jour 2 | Jour 3 | Place | Jour 1 et jour 2 | Jour 3 |
| ----- | ---------------- | ------ | ----- | ---------------- | ------ | ----- | ---------------- | ------ |
| 1er   | 50               | 200    | 11e   | 12               | 48     | 21e   | 5                | 20     |
| 2e    | 40               | 160    | 12e   | 11               | 44     | 22e   | 5                | 18     |
| 3e    | 30               | 120    | 13e   | 10               | 40     | 23e   | 4                | 16     |
| 4e    | 25               | 100    | 14e   | 9                | 36     | 24e   | 4                | 14     |
| 5e    | 23               | 90     | 15e   | 8                | 32     | 25e   | 3                | 12     |
| 6e    | 20               | 80     | 16e   | 8                | 30     | 26e   | 3                | 10     |
| 7e    | 18               | 72     | 17e   | 7                | 29     | 27e   | 2                | 8      |
| 8e    | 16               | 64     | 18e   | 7                | 26     | 28e   | 2                | 6      |
| 9e    | 15               | 58     | 19e   | 6                | 24     | 29e   | 1                | 4      |
| 10e   | 13               | 52     | 20e   | 6                | 22     | 30e   | 1                | 2      |

### Par équipe
| Place  | 1er | 2e  | 3e  | 4e  | 5e  | 6e  | 7e  | 8e |
| ------ | --- | --- | --- | --- | --- | --- | --- | -- |
| Points | 400 | 350 | 300 | 250 | 200 | 150 | 100 | 50 |

### Sprint par équipe
| Place  | 1er | 2e  | 3e  | 4e  | 5e  | 6e | 7e | 8e |
| ------ | --- | --- | --- | --- | --- | -- | -- | -- |
| Points | 200 | 175 | 150 | 125 | 100 | 75 | 50 | 25 |

## Classement général
| Rang | Nom              | Victoire(s) | Podium(s) | Points |
| ---- | ---------------- | ----------- | --------- | ------ |
| 1    | Eric Frenzel     | 7           | 7         | 945    |
| 2    | Akito Watabe     | 2           | 5         | 777    |
| 3    | Johannes Rydzek  | 1           | 3         | 731    |
| 4    | Fabian Rießle    | -           | 7         | 724    |
| 5    | Bernhard Gruber  | 1           | 5         | 684    |
| 6    | Håvard Klemetsen | -           | 2         | 593    |
| 7    | Jan Schmid       | -           | 5         | 578    |
| 8    | Magnus Moan      | 2           | 3         | 553    |
| 9    | Mikko Kokslien   | 1           | 2         | 534    |
| 10   | Lukas Klapfer    | 1           | 1         | 401    |

| Rang | Pays       | Victoire(s) | Podium(s) | Points |
| ---- | ---------- | ----------- | --------- | ------ |
| 1    | Allemagne  | 10          | 23        | 4458   |
| 2    | Norvège    | 7           | 21        | 4245   |
| 3    | Autriche   | 2           | 8         | 2851   |
| 4    | France     | 1           | 6         | 2008   |
| 5    | Japon      | 2           | 4         | 1798   |
| 6    | Italie     | -           | 2         | 1005   |
| 7    | États-Unis | -           | 1         | 805    |
| 8    | Tchéquie   | -           | 1         | 573    |
| 9    | Finlande   | -           | -         | 346    |
| 10   | Slovénie   | -           | -         | 234    |

## Calendrier
| Étape                                                                    | Date             | Épreuve                                                | Vainqueur                                                                    | Deuxième                                                                   | Troisième                                                                           | Leader du Classement                        |
| Ruka (Kuusamo)                                                           |                  |                                                        |                                                                              |                                                                            |                                                                                     |                                             |
| 1                                                                        | 29 novembre 2014 | HS142 / 10 km                                          | Johannes Rydzek                                                              | Bernhard Gruber                                                            | Miroslav Dvořák                                                                     | Johannes Rydzek                             |
| 2                                                                        | 30 novembre 2014 | Sprint par équipes HS142 / 2 x 7,5 km                  | Norvège I- Håvard Klemetsen - Jørgen Graabak                                 | Allemagne I- Björn Kircheisen - Eric Frenzel                               | France I- Jason Lamy-Chappuis - François Braud                                      | Johannes Rydzek                             |
| Lillehammer                                                              |                  |                                                        |                                                                              |                                                                            |                                                                                     |                                             |
| 3                                                                        | 6 décembre 2014  | HS138 / 10 km                                          | Eric Frenzel                                                                 | Fabian Rießle                                                              | Jan Schmid                                                                          | Johannes Rydzek                             |
| 4                                                                        | 7 décembre 2014  | HS138 / 10 km                                          | Mikko Kokslien                                                               | Fabian Rießle                                                              | Jason Lamy-Chappuis                                                                 | Fabian Rießle                               |
| Ramsau am Dachstein                                                      |                  |                                                        |                                                                              |                                                                            |                                                                                     |                                             |
| 5                                                                        | 20 décembre 2014 | Par équipes HS98 / 4 x 5 km                            | Norvège - Mikko Kokslien - Håvard Klemetsen - Jan Schmid - Jørgen Graabak    | Allemagne - Tino Edelmann - Eric Frenzel - Johannes Rydzek - Fabian Rießle | France - Sébastien Lacroix - Jason Lamy-Chappuis - François Braud - Maxime Laheurte | Fabian Rießle                               |
| 6                                                                        | 21 décembre 2014 | HS98 / 10 km                                           | Jason Lamy-Chappuis                                                          | Mikko Kokslien                                                             | Fabian Rießle                                                                       | Fabian Rießle                               |
| Schonach (Coupe de la Forêt-noire)                                       |                  |                                                        |                                                                              |                                                                            |                                                                                     |                                             |
| 7                                                                        | 3 janvier 2015   | Par équipes HS106 / 4 x 5 km                           | Allemagne- Eric Frenzel - Tino Edelmann - Björn Kircheisen - Johannes Rydzek | Norvège- Jan Schmid - Håvard Klemetsen - Mikko Kokslien - Jørgen Graabak   | France- Maxime Laheurte - Sébastien Lacroix - François Braud - Jason Lamy-Chappuis  | Fabian Rießle                               |
| 8                                                                        | 4 janvier 2015   | HS106 / 10 km                                          | Lukas Klapfer                                                                | Akito Watabe                                                               | Jan Schmid                                                                          | Fabian Rießle                               |
| Chaux-Neuve                                                              |                  |                                                        |                                                                              |                                                                            |                                                                                     |                                             |
| 9                                                                        | 10 janvier 2015  | HS118 / 10 km                                          | Eric Frenzel                                                                 | Fabian Rießle                                                              | Magnus Moan                                                                         | Fabian Rießle                               |
| 10                                                                       | 11 janvier 2015  | HS118 / 10 km Remplace Sprint par équipes - 2 x 7,5 km | Magnus Moan                                                                  | Magnus Krog                                                                | Bernhard Gruber                                                                     | Fabian Rießle                               |
|                                                                          |                  |                                                        |                                                                              |                                                                            |                                                                                     |                                             |
| Seefeld                                                                  |                  |                                                        |                                                                              |                                                                            |                                                                                     |                                             |
| Les Trois Jours du combiné nordique                                      |                  |                                                        |                                                                              |                                                                            |                                                                                     |                                             |
| 11                                                                       | 16 janvier 2015  | Sprint HS109 / 5 km                                    | Eric Frenzel                                                                 | Jan Schmid                                                                 | Jarl Magnus Riiber                                                                  | Fabian Rießle                               |
| 12                                                                       | 17 janvier 2015  | HS109 / 10 km                                          | Eric Frenzel                                                                 | Bernhard Gruber                                                            | Tino Edelmann                                                                       | Eric Frenzel                                |
| 13                                                                       | 18 janvier 2015  | HS109 / 15 km                                          | Eric Frenzel                                                                 | Håvard Klemetsen                                                           | Bernhard Gruber                                                                     | Eric Frenzel                                |
| Vainqueur des Trois Jours : Eric Frenzel                                 |                  |                                                        |                                                                              |                                                                            |                                                                                     |                                             |
| Sapporo                                                                  |                  |                                                        |                                                                              |                                                                            |                                                                                     |                                             |
| 14                                                                       | 23 janvier 2015  | HS 134 / 10 km                                         | Eric Frenzel                                                                 | Jan Schmid                                                                 | Håvard Klemetsen                                                                    | Eric Frenzel                                |
| 15                                                                       | 24 janvier 2015  | HS 134 / 10 km                                         | Eric Frenzel                                                                 | Akito Watabe                                                               | Taylor Fletcher                                                                     | Eric Frenzel                                |
| Val di Fiemme                                                            |                  |                                                        |                                                                              |                                                                            |                                                                                     |                                             |
| 16                                                                       | 30 janvier 2015  | HS134 / 10 km                                          | Bernhard Gruber                                                              | Jan Schmid                                                                 | Jørgen Graabak                                                                      | Eric Frenzel                                |
| 17                                                                       | 31 janvier 2015  | Sprint par équipes HS134 / 2 x 7,5 km                  | Norvège I- Jan Schmid - Jørgen Graabak                                       | Allemagne - Manuel Faißt - Fabian Rießle                                   | Autriche I- Sepp Schneider - Bernhard Gruber                                        | Eric Frenzel                                |
| 18                                                                       | 1er février 2015 | HS134 / 10 km                                          | Jørgen Graabak                                                               | Bernhard Gruber                                                            | Fabian Rießle                                                                       | Eric Frenzel                                |
| Liberec                                                                  |                  |                                                        |                                                                              |                                                                            |                                                                                     |                                             |
| -                                                                        | 7 février 2015   | HS134 / 10 km                                          | Épreuve annulée et reportée à Val di Fiemme                                  | Épreuve annulée et reportée à Val di Fiemme                                | Épreuve annulée et reportée à Val di Fiemme                                         | Épreuve annulée et reportée à Val di Fiemme |
| -                                                                        | 8 février 2015   | HS134 / 10 km                                          | Épreuve annulée,                                                             | Épreuve annulée,                                                           | Épreuve annulée,                                                                    | Épreuve annulée,                            |
|                                                                          |                  |                                                        |                                                                              |                                                                            |                                                                                     |                                             |
| Falun Championnat du monde de ski nordique (18 février au 1er mars 2015) |                  |                                                        |                                                                              |                                                                            |                                                                                     |                                             |
|                                                                          |                  |                                                        |                                                                              |                                                                            |                                                                                     |                                             |
| Lahti                                                                    |                  |                                                        |                                                                              |                                                                            |                                                                                     |                                             |
| 19                                                                       | 6 mars 2015      | HS130 / 10 km                                          | Akito Watabe                                                                 | Johannes Rydzek                                                            | Fabian Rießle                                                                       | Eric Frenzel                                |
| 20                                                                       | 7 mars 2015      | Sprint par équipes HS130 / 2 x 7,5 km                  | Allemagne I- Fabian Rießle - Johannes Rydzek                                 | France I- Sébastien Lacroix - Jason Lamy-Chappuis                          | Norvège I- Magnus Krog - Håvard Klemetsen                                           | Eric Frenzel                                |
| Trondheim                                                                |                  |                                                        |                                                                              |                                                                            |                                                                                     |                                             |
| 21                                                                       | 12 mars 2015     | HS140 / 10 km                                          | Magnus Moan                                                                  | Fabian Rießle                                                              | Alessandro Pittin                                                                   | Eric Frenzel                                |
| Oslo                                                                     |                  |                                                        |                                                                              |                                                                            |                                                                                     |                                             |
| 22                                                                       | 14 mars 2015     | HS134 / 15 km                                          | Akito Watabe                                                                 | Johannes Rydzek                                                            | Alessandro Pittin                                                                   | Eric Frenzel                                |